# آزادی (آلبوم چندآهنگه)
آزادی (انگلیسی: Freedom) یا رهایی دومین آلبوم چندآهنگه (ئی‌پی) از خوانندهٔ کانادایی، جاستین بیبر است. این اثر نخستین ئی‌پی بیبر از زمان انتشار دنیای من در سال ۲۰۰۹ به‌شمار می‌رود. این آلبوم چندآهنگه به صورت غافل‌گیرانه در ۴ آوریل ۲۰۲۱ توسط دف جم رکوردینگز منتشر شد. آزادی دنباله‌ای است بر ششمین آلبوم استودیویی بیبر با نام عدالت که چند هفته قبل، در ۱۹ مارس ۲۰۲۱ منتشر شده بود. فضای این ئی‌پی الهام گرفته از موسیقی گاسپل است.